# Жалши
Жалши́ (каз. Жалшы) — село у складі Зайсанського району Східноказахстанської області Казахстану. Входить до складу Шиліктинського сільського округу.
Населення — 465 осіб (2021; 707 у 2009, 767 у 1999, 777 у 1989).
Національний склад станом на 1989 рік:
- казахи — 100 %

Станом на 1989 рік село називалось Жалші, у радянські часи мало також назву Жалший.